# Яунде (народ)
Яунде (также евонде, евондо, бети) — народ, относящийся к группе фанг в Камеруне. Проживают в районах города Яунде и среднего течения реки Ньонг. Численность достигает 1 906 тыс. человек. Язык — евондо.

## Традиционные занятия
Тропическое подсечно-огневое ручное земледелие (просо, кукуруза, ямс, маниок, таро) является основным традиционным занятием. Также работают на плантациях бананов и какао, промышленных предприятиях в Яунде. Резьба по дереву и слоновой кости (от тотемов до бытовых предметов), плетение циновок и керамическое производство является традиционным ремеслом народа.

## Традиционное жилище
Селения достаточно компактны, находятся вблизи дорог и рек. Жилище имеет прямоугольную форму, крыши высокие, нависающие, делаются из пальмовых веток или камыша.